# Cannibal Corpse (album)
Cannibal Corpse – demo amerykańskiej grupy deathmetalowej Cannibal Corpse, potocznie tytułowane także jako A Skull Full of Maggots. Nagrania ukazały się 2 maja 1989 roku na kasecie magnetofonowej. Wydawnictwo w nakładzie 200 egzemplarzy sfinansował sam zespół. Wszystkie kompozycje zostały nagrane w Border City Recording we współpracy z Dennisem Fura. 
Demo charakteryzowała niska jakość zarówno pod względem graficznym jak i produkcyjnym. Część wykorzystanych kaset pochodziła z drugiego obiegu, a materiał został zgrany w warunkach domowych. Wszystkie utwory zostały nagrane ponownie na potrzeby debiutanckiego albumu Eaten Back to Life, który ukazał się w 1990 roku nakładem Metal Blade Records. Demo w oryginalnej formie trafiło w 2003 roku na kompilację 15 Year Killing Spree. 

## Lista utworów
Opracowano na podstawie materiału źródłowego.
1. "A Skull Full Of Maggots" – 2:08
2. "The Undead Will Feast" – 2:57
3. "Scattered Remains, Splattered Brains" – 2:37
4. "Put Them To Death" – 1:49
5. "Bloody Chunks" – 2:21